# Курбанов, Рустамбек Джавдатович
Курбанов Рустамбек Джавдатович (родился в 28.06.1954 году в городе Ташкент) — Председатель Комитета по межнациональным отношениям и дружественным связям с зарубежными странами при Кабинете Министров Республики Узбекистан, с 2006 по 2009 года был Министром по делам культуры и спорта Республики Узбекистан, в 2009—2017 годах был Директор музея Олимпийской славы, в 2017—2018 годах был Председатель Государственного комитета по физической культуре и спорту Республики Узбекистан.

## Карьера
С 1971—1973 годах начинал с работы штукатуром 1 жилищно-строительный комбинат Ташкентского 2-строительного управления, затем с 1973 по 1975 года находился на службе вооруженных сил. В 1976—1985 годах был Штукатуром, бригадиром, инструктором-методистом, секретарем молодёжной организации, мастером 6-строительного треста, 47-строительного управления Главного строительного управления города Ташкента. С 1985—1989 годов — Методист организационного отдела, методист промышленного отдела, заведующий организационного отдела Партийного комитета Собир Рахимовского района, а с 1989—1990 годов — Методист организационного отдела Партийного комитета г. Ташкента.
В 1990—1992 годах находится на должности заведующего организационным и кадровым отделом Совета народных депутатов исполнительного комитета хокимията города Ташкента, затем становится в 1993 году первым заместителем хокима Юнусабадского района города Ташкента. В 2001—2004 году был заместителем хокима города Ташкента по социальным вопросам, а в 2004 году становится хакимом Бектемирского района города Ташкента. В 2004—2009 годах был президентом Национального олимпийского комитета Узбекистана, а в 2005—2006 годах становится председателем национальной компании «Ўзбектуризм». С 2006—2009 году занимает пост Министра по делам культуры и спорта Республики Узбекистан.
В 2009 году назначили Директором музея Олимпийской славы, а с 2017—2018 годов был Председателем Государственного комитета по физической культуре и спорту Республики Узбекистан. С 2018 года-по новые года находится на должности Председателя Комитета по межнациональным отношениям и дружественным связям с зарубежными странами при Кабинете Министров Республики Узбекистан.

## Награды
- Орден «Трудовая слава» (30 июля 2021 года) — за достойный вклад в укрепление межнациональной дружбы и согласия в стране, утверждение в обществе атмосферы толерантности, доброты и взаимопонимания между представителями разных наций и народностей, большие заслуги в сохранении и развитии самобытных национальных культур, обычаев и традиций, выведении на новый уровень двусторонних взаимовыгодных отношений и культурно-гуманитарных связей с зарубежными странами, широкой пропаганде миролюбивой и гуманной политики государства в международном масштабе, а также за образцовую деятельность по воспитанию молодого поколения в духе любви и преданности Родине, уважения к национальным и общечеловеческим ценностям и активное участие в жизни общества[1].
- Медаль «За заслуги в диаспорской деятельности» (2023 год, Азербайджан) — за роль в развитии дружественных отношений между Азербайджаном и Узбекистаном, успешное сотрудничество, осуществляемое в области диаспоры, внимание и поддержку, оказываемые в Узбекистане азербайджанской общине[2].